# Ernesto Zanardi
Ernesto Zanardi (Mantova, 7 novembre 1910 – 31 luglio 2002) è stato un politico italiano.